# Турецкое лингвистическое общество
Турецкое лингвистическое общество (тур. Türk Dil Kurumu, TDK) — общественная организация при правительстве Турецкой Республики, основанная с целью работы по изучению и развитию турецкого языка.

## Сведения

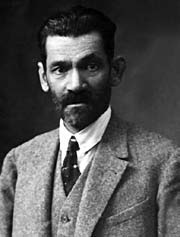
Первый председатель «Общества по изучению турецкого языка» Самих Рифат бей

Турецкое лингвистическое общество основано 12 июля 1932 года президентом Турции  М. К. Ататюрком, первоначальное название — «Общество по изучению турецкого языка» (Türk Dili Tetkik Cemiyeti). Учредителями были депутаты и известные литераторы эпохи Самих Рифат бей, Рушен Эшреф, Джеляль Сахир и Якуб Кадри. Первым председателем общества стал Самих Рифат бей. После его смерти в декабре 1932 года фактическим председателем стал министр просвещения, доктор Решит Галип бей. Рушен Эшреф был генеральным секретарем общества.
Цель общества состояла в создании нового турецкого литературного языка, очищенного (по сравнению со старым османским языком) от персидских и арабских заимствований и понятного широким слоям населения.
Турецкое лингвистическое общество занимается исследованием как турецкого литературного языка, так и турецких диалектов, выпускает литературу.
Головной офис находится в Анкаре. Председатель — Мустафа Синан Качалин (Mustafa Sinan Kaçalin).